# Virtus Pallacanestro Bologna 2011-2012
Questa voce raccoglie le informazioni riguardanti la Virtus Pallacanestro Bologna nelle competizioni ufficiali della stagione 2011-2012.

## Stagione
La stagione 2011-2012 della Virtus Pallacanestro Bologna, sponsorizzata Canadian Solar, è la 74ª stagione in Serie A.
Dopo il divorzio consensuale con Lino Lardo, vengono confermati Gailius, Koponen, Homan, Sanikidze, Martinoni e Poeta. Nel mese di giugno vengono annunciati gli arrivi di Alessandro Finelli come capo-allenatore (fatto che porta alle dimissioni del presidente Bertocchi), del playmaker Terrel McIntyre e il rinnovo col gm Faraoni. Arrivano poi anche Angelo Gigli e Chris Douglas-Roberts. L'inizio della stagione vede le vittorie nei match casalinghi con Roma e Cremona alternate dalle sconfitto ad Avellino e Milano. Il clima in squadra non è comunque dei migliori e arrivano le dimissioni di Marco Sodini da vice-allenatore. In seguito, dopo un acceso diverbio con coach Finelli, viene rescisso il contratto con Homan. Dopo la sconfitta di Teramo e un successivo striscione di malcontento dei tifosi, Sabatini annuncia che la società è in vendita. Dopo la vittoria casalinga con Varese vengono ingaggiati Luca Vitali e Kris Lang. Dopo la vittoria esterna contro Montegranaro viene risolto il contratto con Martinoni. Nonostante i problemi la squadra chiude il girone d'andata al secondo posto (quinto per gli scontri diretti) togliendosi la soddisfazione di battere i Campioni d'Italia in carica di Siena per 75-71. Giunta quinta alla fine della regular season, dopo essersi tolta la soddisfazione di aver battuto anche a Siena la Mens Sana, divenendo l'unica ad averla battuta in entrambe le occasioni in ogni torneo dell'anno in corso, la squadra si è però dovuta arrendere (0-3) al Banco di Sardegna Sassari, sconfitta, sia in gara 2 che gara 3, da un tiro scoccato a pochi centesimi di secondo dalla sirena finale. La posizione conclusiva di classifica è divenuta così il sesto posto, perché Pesaro, nel frattempo, originariamente sesta, ha eliminato Cantù, che era terza nella stagione regolare.
In estate, il presidente Claudio Sabatini annuncia che le quote societarie saranno cedute ad una fondazione di imprenditori per fare in modo che la società non possa più fallire. Il 6 luglio viene annunciato che il 99,9% delle quote è stato ceduto alla fondazione mentre la parte restante rimane di proprietà della famiglia Porelli.

## Roster
| Canadian Solar Bologna 2011-12 | Canadian Solar Bologna 2011-12 |
| Giocatori                      | Staff tecnico                  |
| ------------------------------ | ------------------------------ |

| N. | Naz.                                           | Ruolo | Nome                  | Anno | Alt.   | Peso   |  |
| -- | ---------------------------------------------- | ----- | --------------------- | ---- | ------ | ------ |  |
| 5  | Stati Uniti (bandiera)                         | P     | Terrell McIntyre      | 1977 | 175 cm | 82 kg  |  |
| 6  | Finlandia (bandiera)                           | PG    | Petteri Koponen (C)   | 1988 | 194 cm | 88 kg  |  |
| 7  | Italia (bandiera)                              | PG    | Luca Vitali           | 1986 | 201 cm | 87 kg  |  |
| 8  | Italia (bandiera)                              | P     | Giuseppe Poeta        | 1985 | 190 cm | 81 kg  |  |
| 9  | Italia (bandiera)                              | G     | Riccardo Moraschini   | 1991 | 191 cm | 80 kg  |  |
| 11 | Stati Uniti (bandiera) · Bulgaria (bandiera)   | C     | Jared Homan           | 1983 | 208 cm | 111 kg |  |
| 12 | Italia (bandiera)                              | AC    | Angelo Gigli          | 1983 | 209 cm | 105 kg |  |
| 13 | Georgia (bandiera)                             | A     | Vikt'or Sanik'idze    | 1986 | 203 cm | 88 kg  |  |
| 14 | Italia (bandiera)                              | AC    | Niccolò Martinoni     | 1989 | 202 cm | 97 kg  |  |
| 15 | Lituania (bandiera)                            | GA    | Deividas Gailius      | 1988 | 200 cm | 94 kg  |  |
| 16 | Rep. Dominicana (bandiera) · Italia (bandiera) | G     | Jean Carlos Canelo    | 1989 | 188 cm | 82 kg  |  |
| 18 | Italia (bandiera)                              | AC    | Francesco Quaglia     | 1988 | 205 cm | 101 kg |  |
| 19 | Stati Uniti (bandiera)                         | C     | Kris Lang             | 1979 | 211 cm | 110 kg |  |
| 20 | Svezia (bandiera)                              | PG    | Jonathan Person       | 1993 | 190 cm | 84 kg  |  |
| 22 | Polonia (bandiera)                             | AC    | Jakub Parzeński       | 1991 | 209 cm | 98 kg  |  |
| 23 | Stati Uniti (bandiera) · Italia (bandiera)     | A     | Dan Werner            | 1987 | 203 cm | 100 kg |  |
| 25 | Italia (bandiera)                              | G     | Michele Vitali        | 1991 | 196 cm | 89 kg  |  |
| 31 | Serbia (bandiera)                              | G     | Ivan Paunić           | 1987 | 194 cm | 90 kg  |  |
| 40 | Stati Uniti (bandiera)                         | GA    | Chris Douglas-Roberts | 1987 | 201 cm | 95 kg  |  |
| -  | Italia (bandiera)                              | P     | Matteo Fantinelli     | 1993 | 195 cm | 87 kg  |  |
| -  | Italia (bandiera)                              | G     | Federico Guazzaloca   | 1994 | 187 cm | 72 kg  |  |

| Allenatore                                                                                         |
| - Alessandro Finelli                                                                               |
| Assistente/i                                                                                       |
| - Daniele Cavicchi - Christian Fedrigo Legenda - (C) Capitano - (IN) Inattivo - Infortunato Roster |

### Staff tecnico e dirigenziale
- Capo allenatore: Alessandro Finelli
- Vice allenatore: Daniele Cavicchi
- Assistente allenatore: Christian Fedrigo
- Preparatore atletico: Sandro Bencardino
- Fisioterapista: Giacomo Borsari
- Fisioterapista: Iacopo Marzocchi
- Medico: Roberto Rimondini
- Medico: Tommaso Cuzzani
- Ortopedico: Alessandro Lelli
- Osteopata: Valerio Zucconi

- Presidente: Claudio Sabatini
- Vice presidente: Alberto Marchesini
- General manager: Massimo Faraoni
- Direttore sportivo: Luigi Terrieri
- Team manager: Fabio Ceneri
- Responsabile marketing: Paolo Alberti
- Segreteria: Rosa Festa
- Responsabile servizio statistiche: Christian Negro
- Responsabile settore giovanile: Giordano Consolini
- Dirigente settore giovanile: Marco Sanguettoli
- Dirigente settore giovanile: Alessandro Pasi

## Mercato

### Sessione estiva
| Acquisti | Acquisti              | Acquisti        | Acquisti      | Acquisti |
| R.       | Nome                  | da              | Modalità      |          |
| -------- | --------------------- | --------------- | ------------- | -------- |
| ALL      | Alessandro Finelli    | Free agent      | definitivo    |          |
| AC       | Angelo Gigli          | Virtus Roma     | definitivo    |          |
| P        | Terrell McIntyre      | Málaga          | definitivo    |          |
| GA       | Chris Douglas-Roberts | Milwaukee Bucks | definitivo    |          |
| G        | Michele Vitali        | S.C. Gira       | fine prestito |          |
| AC       | Francesco Quaglia     | Basket Massafra | definitivo    |          |
| A        | Dan Werner            | Kaposvár        | fine prestito |          |
| G        | Riccardo Moraschini   | Pall. Biella    | fine prestito |          |
| G        | Matteo Negri          | S.C. Gira       | fine prestito |          |
| AG       | Luca Fontecchio       | S.C. Gira       | fine prestito |          |

| Cessioni | Cessioni             | Cessioni          | Cessioni       |
| R.       | Nome                 | a                 | Modalità       |
| -------- | -------------------- | ----------------- | -------------- |
| ALL      | Lino Lardo           | Virtus Roma       | fine contratto |
| G        | K.C. Rivers          | Lokomotiv Kuban'  | fine contratto |
| A        | Viktor Gaddefors     | Scandone Avellino | prestito       |
| AC       | Valerio Amoroso      | Teramo Basket     | fine contratto |
| A        | Kennedy Winston      | Ostenda           | fine contratto |
| C        | Jakub Parzeński      | PBG Poznań        | prestito       |
| PG       | Gabriele Spizzichini | Virtus Siena      | prestito       |
| AP       | Austin Nichols       | Tofaş Bursa       | fine contratto |
| AG       | Giulio Gazzotti      | Latina Basket     | prestito       |
| G        | Matteo Negri         | Aquila Trento     | prestito       |
| AG       | Luca Fontecchio      | PMS Torino        | prestito       |

### Dopo l'inizio della stagione
| Acquisti | Acquisti        | Acquisti        | Acquisti         | Acquisti      |
| R.       | Nome            | da              | data             | Modalità      |
| -------- | --------------- | --------------- | ---------------- | ------------- |
| PG       | Luca Vitali     | Free agent      | 18 novembre 2011 | definitivo    |
| C        | Kris Lang       | N.B. Brindisi   | 18 novembre 2011 | definitivo    |
| C        | Jakub Parzeński | PBG Poznań      | 20 aprile 2012   | fine prestito |
| G        | Ivan Paunić     | Nižnij Novgorod | 27 aprile 2012   | definitivo    |

| Cessioni | Cessioni            | Cessioni       | Cessioni         | Cessioni                |
| R.       | Nome                | a              | data             | Modalità                |
| -------- | ------------------- | -------------- | ---------------- | ----------------------- |
| G        | Riccardo Moraschini | Sant’Antimo    | 28 ottobre 2011  | prestito                |
| C        | Jared Homan         | Bayern Monaco  | 9 novembre 2011  | rescissione consensuale |
| AC       | Niccolò Martinoni   | Junior Casale  | 24 novembre 2011 | rescissione consensuale |
| P        | Terrell McIntyre    |                | 14 dicembre 2011 | ritirato                |
| G        | Jean Carlos Canelo  | Eagles Bologna | 28 febbraio 2012 | rescissione consensuale |

## Risultati

### Serie A

#### Regular season

##### Girone di andata
| Arbitri: | Lamonica (Roseto degli Abruzzi) Pozzana (Udine) Baldini (Firenze) |

|                                                    |            |                                    |
| Homan 23 Koponen 14 Sanik'idze, Douglas-Roberts 13 | Punti      | 22 Dašić 20 Tucker 15 Datome       |
| McIntyre 7                                         | Assist     | 2 Đedović, Tucker                  |
| Homan 16                                           | Rimbalzi   | 6 Crosariol, Datome, Dašić, Tucker |
| Alessandro Finelli                                 | Allenatori | Lino Lardo                         |

| Arbitri: | Sabetta (Termoli) Barni (Conegliano) Weidmann (Campobasso) |

|                             |            |                                        |
| Green 26 Johnson 25 Dean 14 | Punti      | 23 Douglas-Roberts 14 Koponen 14 Homan |
| Green 6                     | Assist     | 6 Koponen                              |
| Johnson 11                  | Rimbalzi   | 8 Sanik'idze                           |
| Frank Vitucci               | Allenatori | Alessandro Finelli                     |

| Arbitri: | Chiari (Ponzano Veneto) Mattioli (Pesaro) Pinto (Castelfranco Veneto) |

|                                     |            |                                   |
| Fōtsīs 15 Hairston 13 Mpourousīs 12 | Punti      | 14 Koponen 11 Poeta 10 Sanik'idze |
| Cook 9                              | Assist     | 4 Poeta                           |
| Gallinari 8                         | Rimbalzi   | 6 Sanik'idze                      |
| Sergio Scariolo                     | Allenatori | Alessandro Finelli                |

| Arbitri: | Tola (Viterbo) Sardella (Rimini) Aronne (Viterbo) |

|                                   |            |                           |
| Koponen 18 Homan 18 Sanik'idze 11 | Punti      | 31 Wafer 13 Milič 10 Tabu |
| Poeta 5                           | Assist     | 2 Cinciarini              |
| Homan 12                          | Rimbalzi   | 7 Tabu                    |
| Alessandro Finelli                | Allenatori | Tomo Mahorič              |

| Arbitri: | Cicoria (Milano) Giansanti (Roma) Biggi (Cavenago di Brianza) |

|                                |            |                                                     |
| Fultz 15 Amoroso 14 Borisov 12 | Punti      | 16 Sanik'idze 12 Poeta 11 McIntyre, Douglas-Roberts |
| Brown 4                        | Assist     | 5 Koponen, McIntyre                                 |
| Polonara 11                    | Rimbalzi   | 9 Sanik'idze                                        |
| Alessandro Ramagli             | Allenatori | Alessandro Finelli                                  |

| Arbitri: | Taurino (Vignola) Ramilli (Forlì) Caiazza (Arzano) |

|                                    |            |                                   |
| Poeta 17 McIntyre 16 Sanik'idze 14 | Punti      | 14 Ganeto 12 Stipčević 11 Diawara |
| Koponen 2                          | Assist     | 2 Demartini, Garri, Ganeto        |
| Sanik'idze 12                      | Rimbalzi   | 7 Garri                           |
| Alessandro Finelli                 | Allenatori | Charlie Recalcati                 |

| Arbitri: | Mattioli (Pesaro) Barni (Conegliano) Weidmann (Campobasso) |

|                                        |            |                                      |
| Karl 18 Brunner 16 Di Bella, Ivanov 12 | Punti      | 18 Koponen 14 Sanik'idze 13 McIntyre |
| Zoroski, McNeal 3                      | Assist     | 6 McIntyre                           |
| Brunner 16                             | Rimbalzi   | 13 Sanik'idze                        |
| Giorgio Valli                          | Allenatori | Alessandro Finelli                   |

| Arbitri: | Sabetta (Termoli) Ramilli (Forlì) Gori (Carmignano di Brenta) |

|                                           |            |                                    |
| Sanik'idze 27 Poeta 12 Douglas-Roberts 11 | Punti      | 23 T. Diener 16 Plisnić 13 Vanuzzo |
| Poeta 9                                   | Assist     | 4 D. Diener                        |
| Sanik'idze 16                             | Rimbalzi   | 7 Hunter                           |
| Alessandro Finelli                        | Allenatori | Meo Sacchetti                      |

| Arbitri: | Cerebuch (Trieste) Begnis (Crema) Caiazza (Arzano) |

|                                  |            |                                          |
| Coleman 23 Pullen 19 Miralles 15 | Punti      | 18 Koponen 16 Gigli 15 Poeta, Sanik'idze |
| Pullen 7                         | Assist     | 3 Poeta                                  |
| Dragićević, Miralles 6           | Rimbalzi   | 13 Sanik'idze                            |
| Massimo Cancellieri              | Allenatori | Alessandro Finelli                       |

| Arbitri: | Sahin (Messina) Duranti (Càscina) Bettini (Bologna) |

|                                 |            |                            |
| Poeta 17 Gigli 16 Sanik'idze 16 | Punti      | 22 Slay 20 Clark 20 Bowers |
| Poeta 6                         | Assist     | 7 Clark                    |
| Gigli 6                         | Rimbalzi   | 7 Slay                     |
| Alessandro Finelli              | Allenatori | Andrea Mazzon              |

| Arbitri: | Cicoria (Milano) Sardella (Rimini) Biggi (Cavenago di Brianza) |

|                                |            |                                      |
| Koponen 15 Poeta 14 Gailius 13 | Punti      | 18 Ortner 13 S.Bečirovič 12 Viggiano |
| Poeta 8                        | Assist     | 3 Ortner                             |
| Sanik'idze 13                  | Rimbalzi   | 8 [Ortner                            |
| Alessandro Finelli             | Allenatori | Aleksandar Đorđević                  |

| Arbitri: | Paternicò (Piazza Armerina) Giansanti (Roma) Terreni (Vicenza) |

|                                 |            |                              |
| Righetti 23 Collins 14 Smith 12 | Punti      | 15 Poeta 17 Gigli 15 Vitalil |
| Kudláček 4                      | Assist     | 4 Poeta                      |
| Righetti, Smith 7               | Rimbalzi   | 10 Sanik'idze                |
| Stefano Sacripanti              | Allenatori | Alessandro Finelli           |

| Arbitri: | Taurino (Vignola) Pozzana (Udine) Renato Capurro (Reggio Calabria) |

|                                   |            |                                |
| Sanik'idze 19 Koponen 14 Gigli 13 | Punti      | 20 Shakur 18 Janning 8 Gentile |
| Poeta 4                           | Assist     | 3 Janning, Shakur              |
| Sanik'idze 14                     | Rimbalzi   | 11 Stević                      |
| Alessandro Finelli                | Allenatori | Marco Crespi                   |

| Arbitri: | Lamonica (Roseto degli Abruzzi) Seghetti (Livorno) Provini (Campoformido) |

|                               |            |                                             |
| Hickman 23 JWhite 20 Jones 15 | Punti      | 22 Sanik'idze 13 Douglas-Roberts 10 Koponen |
| Hickman, Jones 5              | Assist     | 3 Vitali                                    |
| Jones, White 6                | Rimbalzi   | 9 Sanik'idze                                |
| Luca Dalmonte                 | Allenatori | Alessandro Finelli                          |

| Arbitri: | Cicoria (Milano) Sabetta (Termoli) Quacci (Albuzzano) |

|                              |            |                                  |
| Poeta 13 Gigli 13 Koponen 12 | Punti      | 23 Andersen 19 Rakočević 10 Moss |
| Poeta 6                      | Assist     | 5 Zīsīs                          |
| Sanik'idze 19                | Rimbalzi   | 5 Zīsīs                          |
| Alessandro Finelli           | Allenatori | Simone Pianigiani                |

| Arbitri: | Sahin (Messina) Begnis (Crema) Barni (Conegliano) |

|                                 |            |                                        |
| Leunen 17 Shermadini 14 Micov 9 | Punti      | 15 Gigli 15 Douglas-Roberts 14 Koponen |
| Mazzarino 5                     | Assist     | 3 Koponen, Poeta                       |
| Shermadini 7                    | Rimbalzi   | 8 Sanik'idze                           |
| Andrea Trinchieri               | Allenatori | Alessandro Finelli                     |

##### Girone di ritorno
| Arbitri: | Mattioli (Pesaro) Duranti (Càscina) Weidmann (Campobasso) |

|                                           |            |                                        |
| Tucker 24 Slokar 16 Gordić 13             | Punti      | 24 Koponen 18 Douglas-Roberts 14 Gigli |
| Gordić, A. Maestranzi, Mordente, Tucker 3 | Assist     | 5 Poeta                                |
| Gordić 7                                  | Rimbalzi   | 13 Sanik'idze                          |
| Lino Lardo                                | Allenatori | Alessandro Finelli                     |

| Arbitri: | Cerebuch (Trieste) Lo Guzzo (Pisa) Provini (Campoformido) |

|                                             |            |                           |
| Douglas-Roberts 19 Sanik'idze 16 Gailius 15 | Punti      | 21 Green 9 Slay 6 Johnson |
| Poeta 7                                     | Assist     | 2 Golemac                 |
| Sanik'idze 12                               | Rimbalzi   | 9 Slay                    |
| Alessandro Finelli                          | Allenatori | Francesco Vitucci         |

| Arbitri: | Chiari (Ponzano Veneto) Pozzana (Udine) Caiazza (Arzano) |

|                                      |            |                                   |
| Douglas-Roberts 18 Poeta 18 Gigli 11 | Punti      | 15 Fōtsīs 15 Mpourousīs 15 Bremer |
| Poeta 3                              | Assist     | 5 Cook                            |
| Sanik'idze 11                        | Rimbalzi   | 11 Fōtsīs                         |
| Alessandro Finelli                   | Allenatori | Sergio Scariolo                   |

| Arbitri: | Lamonica (Roseto degli Abruzzi) Quacci (Albuzzano) Pinto (Castelfranco Veneto) |

|                          |            |                                             |
| Tabu 22 Milič 22 Rich 18 | Punti      | 19 Douglas-Roberts 17 Koponen 15 Sanik'idze |
| Tabu 6                   | Assist     | 4 Koponen                                   |
| Perković 7               | Rimbalzi   | 11 Gigli                                    |
| Attilio Caja             | Allenatori | Alessandro Finelli                          |

| Arbitri: | Sahin (Messina) Tola (Viterbo) Gori (Carmignano di Brenta) |

|                                       |            |                               |
| Douglas-Roberts 23 Gailius 20 Lang 12 | Punti      | 22 Borisov 12 Amoroso 6 Fultz |
| Koponen 5                             | Assist     | 4 Fultz                       |
| Sanik'idze 11                         | Rimbalzi   | 7 Amoroso                     |
| Alessandro Finelli                    | Allenatori | Alessandro Ramagli            |

| Arbitri: | Chiari (Ponzano Veneto) Giansanti (Roma) Provini (Campoformido) |

|                                     |            |                                        |
| Fajardo 14 Stipčević 12 Rannikko 11 | Punti      | 14 Koponen 13 Douglas-Roberts 11 Poeta |
| Rannikko 5                          | Assist     | 3 Poeta                                |
| Diawara 11                          | Rimbalzi   | 6 Gigli                                |
| Charlie Recalcati                   | Allenatori | Alessandro Finelli                     |

| Arbitri: | Sabetta (Termoli) Seghetti (Livorno) Terreni (Vicenza) |

|                                              |            |                                |
| Douglas-Roberts 22 Koponen 14 Poeta, Lang 13 | Punti      | 18 Zoroski 17 McNeal 15 Ivanov |
| Poeta 6                                      | Assist     | 1 Di Bella, Zoroski            |
| Douglas-Roberts 8                            | Rimbalzi   | 9 Ivanov                       |
| Alessandro Finelli                           | Allenatori | Giorgio Valli                  |

| Arbitri: | Sahin (Messina) Duranti (Càscina) Gori (Carmignano di Brenta) |

|                                     |            |                              |
| T. Diener 20 Hosley 19 D. Diener 17 | Punti      | 16 Koponen 10 Poeta 10 Gigli |
| T. Diener 6                         | Assist     | 3 Koponen, Poeta             |
| Easley 8                            | Rimbalzi   | 8 Sanik'idze                 |
| Meo Sacchetti                       | Allenatori | Alessandro Finelli           |

| Arbitri: | Mattioli (Pesaro) Begnis (Crema) Barni (Conegliano) |

|                                   |            |                                 |
| Poeta 15 Koponen 13 Sanik'idze 12 | Punti      | 25 Coleman 10 Miralles 7 Pullen |
| Poeta 7                           | Assist     | 5 Pullen                        |
| Gigli 12                          | Rimbalzi   | 9 Miralles                      |
| Alessandro Finelli                | Allenatori | Massimo Cancellieri             |

| Arbitri: | Paternicò (Piazza Armerina) Lo Guzzo (Pisa) Terreni (Vicenza) |

|                                |            |                                       |
| Szewczyk 13 Young 12 Bowers 12 | Punti      | 21 Douglas-Roberts 17 Koponen 9 Gigli |
| Clark 5                        | Assist     | 4 Vitali                              |
| Bowers 9                       | Rimbalzi   | 13 Sanik'idze                         |
| Andrea Mazzon                  | Allenatori | Alessandro Finelli                    |

| Arbitri: | Lamonica (Roseto degli Abruzzi) Seghetti (Livorno) Provini (Campoformido) |

|                                |            |                                    |
| Viggiano 13 Mekel 12 Ortner 11 | Punti      | 12 Koponen 11 Vitali 10 Sanik'idze |
| Bečirovič, Viggiano 3          | Assist     | 3 Poeta                            |
| Goree, Ortner, Viggiano 5      | Rimbalzi   | 10 Sanik'idze                      |
| Aleksandar Đorđević            | Allenatori | Alessandro Finelli                 |

| Arbitri: | Taurino (Vignola) Begnis (Crema) Biggi (Cavenago di Brianza) |

|                                   |            |                                              |
| Koponen 21 Sanik'idze 15 Gigli 13 | Punti      | 13 Doornekamp 12 Smith 10 Kudláček, Righetti |
| Koponen 6                         | Assist     | 1 Bell, Doornekamp, Kudláček                 |
| Gigli 11                          | Rimbalzi   | 6 Smith                                      |
| Alessandro Finelli                | Allenatori | Stefano Sacripanti                           |

| Arbitri: | Sahin (Messina) Giansanti (Roma) Aronne (Viterbo) |

|                                |            |                              |
| Minard 17 Gentile 12 Stević 12 | Punti      | 25 Poeta 18 Gigli 17 Koponen |
| Gentile 3                      | Assist     | 4 Poeta                      |
| Stević 9                       | Rimbalzi   | 12 Gigli, Sanik'idze         |
| Andrea Valentini               | Allenatori | Alessandro Finelli           |

| Arbitri: | Cicoria (Milano) Duranti (Càscina) Provini (Campoformido) |

|                              |            |                                |
| Koponen 16 Poeta 13 Gigli 10 | Punti      | 22 White 15 Hackett 14 Hickman |
| Douglas-Roberts 3            | Assist     | 2 Hackett, R. Hickman, White   |
| Sanik'idze 12                | Rimbalzi   | 8 Jones                        |
| Alessandro Finelli           | Allenatori | Luca Dalmonte                  |

| Arbitri: | Lamonica (Roseto degli Abruzzi) Tola (Viterbo) Weidmann (Campobasso) |

|                                       |            |                                             |
| Lavrinovič 17 McCalebb 12 Kaukėnas 11 | Punti      | 21 Douglas-Roberts 19 Koponen 16 Sanik'idze |
| McCalebb, Zīsīs 3                     | Assist     | 3 Poeta                                     |
| Andersen 6                            | Rimbalzi   | 15 Sanik'idze                               |
| Simone Pianigiani                     | Allenatori | Alessandro Finelli                          |

| Arbitri: | Paternicò (Piazza Armerina) Lo Guzzo (Pisa) Ramilli (Forlì) |

|                                                    |            |                                         |
| Koponen 16 Douglas-Roberts 16 Poeta, Sanik'idze 11 | Punti      | 12 Mark'oishvili 12 Basile 10 Marconato |
| Koponen, Poeta 2                                   | Assist     | 3 Cinciarini, Mark'oishvili             |
| Sanik'idze 12                                      | Rimbalzi   | 8 Perkins                               |
| Alessandro Finelli                                 | Allenatori | Andrea Trinchieri                       |

#### Play-off
I Quarti di finale si giocano al meglio delle 5 partite. La squadra con il miglior piazzamento in classifica al termine della stagione regolare gioca in casa gara-1, gara-2 e l'eventuale gara-5.
|   | Quarti di finale | G1 | G2 | G3 |
| - | ---------------- | -- | -- | -- |
| 4 | Dinamo Sassari   | 81 | 89 | 72 |
| 5 | Virtus Bologna   | 72 | 86 | 71 |

##### Quarti di finale
| Arbitri: | Lamonica (Roseto degli Abruzzi) Mattioli (Pesaro) Quacci (Albuzzano) |

|                                     |            |                                        |
| D. Diener 26 T. Diener 15 Easley 15 | Punti      | 19 Koponen 18 Douglas-Roberts 10 Gigli |
| T. Diener 8                         | Assist     | 3 Poeta                                |
| Easley 8                            | Rimbalzi   | 12 Sanik'idze                          |
| Meo Sacchetti                       | Allenatori | Alessandro Finelli                     |

| Arbitri: | Chiari (Ponzano Veneto) Begnis (Crema) Quacci (Albuzzano) |

|                                  |            |                                                    |
| D. Diener 29 Easley 20 Hosley 14 | Punti      | 19 Koponen 13 Poeta 12 Sanik'idze, Douglas-Roberts |
| T. Diener 9                      | Assist     | 5 Koponen                                          |
| Easley 11                        | Rimbalzi   | 12 Sanik'idze                                      |
| Meo Sacchetti                    | Allenatori | Alessandro Finelli                                 |

| Arbitri: | Cicoria (Milano) Sabetta (Termoli) Vicino (Argelato) |

|                              |            |                                     |
| Koponen 21 Gigli 14 Poeta 10 | Punti      | 18 Hosley 16 T. Diener 12 D. Diener |
| Koponen 3                    | Assist     | 2 T. Diener, Hosley                 |
| Gigli 13                     | Rimbalzi   | 14 Hosley                           |
| Alessandro Finelli           | Allenatori | Meo Sacchetti                       |

### Coppa Italia
Grazie al quinto posto in classifica ottenuto al termine del girone d'andata la Virtus ha ottenuto il diritto a partecipare alle Final Eight di Coppa Italia che si è tenuta dal 16 al 19 febbraio al Palaolimpico di Torino e che ha visto la vittoria per la quarta volta consecutiva della Mens Sana Siena.
|   | Squadra        | Risultato |
| - | -------------- | --------- |
| 4 | Olimpia Milano | 82        |
| 5 | Virtus Bologna | 77        |

| Arbitri: | Cerebuch (Trieste) Lo Guzzo (Pisa) Seghetti (Livorno) |

| |            | |
| Mpourousīs 14 Fōtsīs 12 Bremer 12 | Punti      | 23 Koponen 18 Douglas-Roberts 11 Lang |
| Bremer, Cook 5 | Assist     | 8 Koponen |
| Mpourousīs 8 | Rimbalzi   | 8 Sanik'idze |
| 9 Fōtsīs· 10 Cook· 15 Mpourousīs· 22 Bremer· 25 Gentile 5 Giacchetti· 6 Mancinelli· 7 Hairston· 11 Drew· 12 Rocca· 14 Filloy· 18 Melli | Formazioni | 6 Koponen· 12 Gigli· 13 Sanik'idze· 15 Gailius· 40 Douglas-Roberts 7 L. Vitali· 8 Poeta· 18 Quaglia· 19 Lang· 20 Person· 23 Werner· 25 M. Vitali |
| Sergio Scariolo | Allenatori | Alessandro Finelli |